# Туроснь-Дольна
Ту́роснь-До́льна (пол. Turośń Dolna) — деревня в Белостокском повете Подляского воеводства Польши. Входит в состав гмины Туроснь-Косьцельна. По данным переписи 2011 года, в деревне проживало 369 человек.

## География
Деревня расположена на северо-востоке Польши, к востоку от реки Нарев, на расстоянии приблизительно 16 километров (по прямой) к юго-западу от города Белостока, административного центра повета. Абсолютная высота — 127 метров над уровнем моря. Через Туросонь-Дольну проходит автодорога 682.

## История
В период с 1975 по 1998 годы деревня являлась частью Белостокского воеводства.